# Беллэр-Медоубрук-Террейс (Флорида)
Беллэйр-Медоубрук-Террейс (англ. Bellair-Meadowbrook Terrace) — статистически обособленная местность, расположенная в округе Клей (штат Флорида, США) с населением в 16 539 человек по статистическим данным переписи 2000 года.

## География
По данным Бюро переписи населения США, статистически обособленная местность Беллэйр-Медоубрук-Террейс имеет общую площадь в 14,5 квадратных километров, водных ресурсов в черте населённого пункта не имеется.

## Демография
| Год переписи        | Нас.  |  | %±    |
| ------------------- | ----- |  | ----- |
| 1980                | 12144 |  | —     |
| 1990                | 15606 |  | 28,5% |
| 2000                | 16539 |  | 6%    |
| 1980–2000 источник: |       |  |       |

По данным переписи населения 2000 года в Беллэйр-Медоубрук-Террейс проживало 16 539 человек, 4441 семья, насчитывалось 6447 домашних хозяйств и 6805 жилых домов. Средняя плотность населения составляла около 1140,62 человек на один квадратный километр. Расовый состав населённого пункта распределился следующим образом: 78,75 % белых, 11,18 % — чёрных или афроамериканцев, 0,54 % — коренных американцев, 3,66 % — азиатов, 0,11 % — выходцев с тихоокеанских островов, 3,20 % — представителей смешанных рас, 2,56 % — других народностей. Испаноговорящие составили 6,72 % от всех жителей статистически обособленной местности.
Из 6447 домашних хозяйств в 33,2 % воспитывали детей в возрасте до 18 лет, 50,3 % представляли собой совместно проживающие супружеские пары, в 14,4 % семей женщины проживали без мужей, 31,1 % не имели семей. 23,3 % от общего числа семей на момент переписи жили самостоятельно, при этом 5,0 % составили одинокие пожилые люди в возрасте 65 лет и старше. Средний размер домашнего хозяйства составил 2,53 человек, а средний размер семьи — 2,98 человек.
Население статистически обособленной местности по возрастному диапазону по данным переписи 2000 года распределилось следующим образом: 25,1 % — жители младше 18 лет, 11,4 % — между 18 и 24 годами, 30,9 % — от 25 до 44 лет, 23,6 % — от 45 до 64 лет и 9,1 % — в возрасте 65 лет и старше. Средний возраст жителей составил 33 года. На каждые 100 женщин в Беллэйр-Медоубрук-Террейс приходилось 93,9 мужчин, при этом на каждые сто женщин 18 лет и старше приходилось 91,2 мужчин также старше 18 лет.
Средний доход на одно домашнее хозяйство статистически обособленной местности составил 42 426 долларов США, а средний доход на одну семью — 47 926 долларов. При этом мужчины имели средний доход в 32 936 долларов США в год против 23 117 долларов среднегодового дохода у женщин. Доход на душу населения статистически обособленной местности составил 42 426 долларов в год. 5,9 % от всего числа семей в населённом пункте и 7,5 % от всей численности населения находилось на момент переписи населения за чертой бедности, при этом 11,8 % из них были моложе 18 лет и 1,1 % — в возрасте 65 лет и старше.